# Maquis de Saint-Marcel
Seconde Guerre mondiale
Batailles
2e campagne de France
- Corse
- Limousin
- Ain et Haut-Jura
- Les Glières
- Ascq
- Division Brehmer
- Mont Mouchet
- Opérations SAS en Bretagne
- Bataille de Normandie
- Guéret
- Brigade Jesser
- Cornil
- 1er Tulle
- 2e Tulle
- Argenton-sur-Creuse
- Oradour-sur-Glane
- 1er Ussel
- Saint-Marcel
- Saffré
- Mont Gargan
- Vercors
- Penguerec
- Lioran
- Égletons
- 2e Ussel
- Débarquement de Provence
- Port-Cros
- La Ciotat
- Toulon
- Martigues
- Marseille
- Nice
- Rennes
- Saint-Malo
- Brest
- Paris
- Mont-de-Marsan
- Montélimar
- Maillé
- Écueillé
- La Saulx
- Meximieux
- Nancy
- Colonne Elster
- Dunkerque
- Arracourt
- Saint-Nazaire
- Lorient
- Metz
- Royan et de la pointe de Grave
- Campagne de Lorraine
- Colmar

Front d'Europe de l'Ouest
Front d'Europe de l'Est
Campagnes d'Afrique, du Moyen-Orient et de Méditerranée
Bataille de l'Atlantique
Guerre du Pacifique
Guerre sino-japonaise
Le maquis de Saint-Marcel, dit aussi maquis de la Nouette, est un maquis qui exista en Bretagne occupée, dans le centre du Morbihan non loin du village de Saint-Marcel pendant la Seconde Guerre mondiale.

## Histoire

### Création du maquis

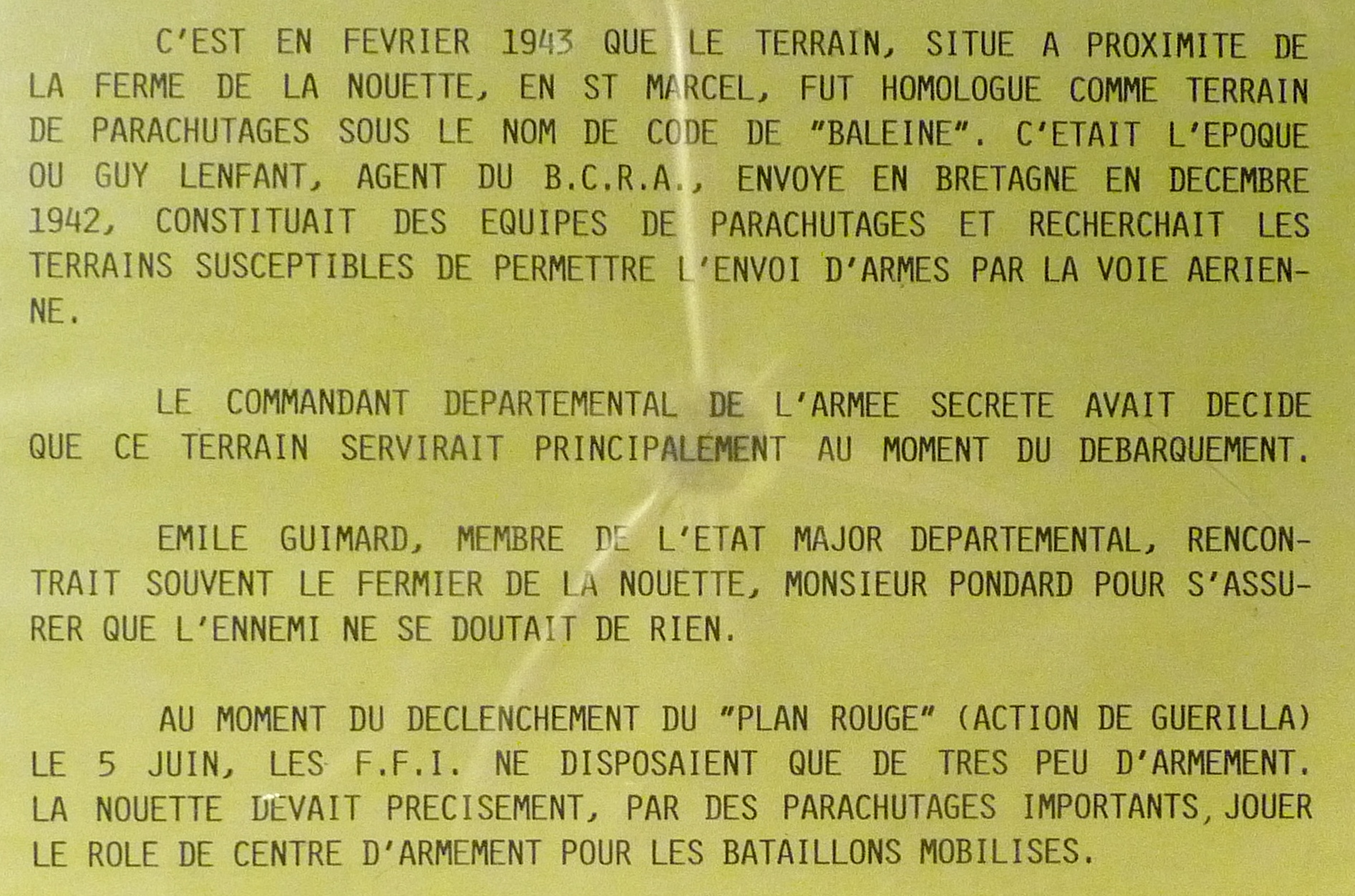
Musée de la Résistance bretonne de Saint-Marcel : récit de la création du maquis de Saint-Marcel.

Il a été créé en février 1943 par Émile Guimard, de Lizio, et Antoine Rolland, de Sérent, pour recevoir des parachutages d'armes. Ce terrain discret, dénommé « baleine » derrière la ferme de la Nouette près de Saint-Marcel avait été trouvé à la demande de la mission Cockle composée de deux agents secrets de la France libre, le lieutenant Guy Lenfant et le sergent radio André Rapin, parachutés près de l'étang au Duc entre Ploërmel et Loyat dans la nuit du 21 au 22 décembre 1942 pour armer les premiers réseaux de Résistance du Morbihan. Ces deux agents, missions remplies avec de multiples parachutages autour de Ploërmel et de Pontivy durant le premier semestre 1943, retournèrent en Angleterre le 15 juillet de la même année, embarquant avec eux le plan des défenses allemandes du Morbihan, remis par le commandant départemental de gendarmerie et résistant, Maurice Guillaudot. En mai, ces parachutages furent suspendus, après quelques ratés, pour ne pas attirer l'attention de l'occupant.
En mars 1944, plusieurs arrestations désorganisèrent la résistance locale. Le commandant Guillaudot, à Vannes, et son adjoint, le lieutenant de gendarmerie Théophile Guillo, à Ploërmel, son fils, Joseph Guillo, 20 ans (qui mourra en déportation), furent arrêtés, torturés et déportés. Plusieurs cadres FFI, de Ploërmel notamment (Henri Calindre, Louis Chérel, Lionel Dorléans, Paul Hervy) furent fusillés le 30 juin 1944 à Saint-Jacques-de-la-Lande près de Rennes.
Le 5 juin 1944, l'ordre est donné par le colonel Morice (Paul Chenailler), chef départemental F.F.I. (après l'arrestation du commandant Maurice Guillaudot), à tous les résistants FFI du Morbihan de se rassembler à la Nouette, la ferme de la famille Pondard près de Saint-Marcel (soit environ 3 000 hommes).

### Description du maquis
Une description précise du maquis de Saint-Marcel est fournie par un témoignage allemand (les résistants y sont qualifiés de « terroristes ») :

« À deux kilomètres environ à l'ouest de Saint-Marcel, près de Malestroit, le camp de terroristes s'étendait sur un carré de plus de deux kilomètres de côté et était entouré de points d'appui en fortification de campagne. En particulier, toutes les voies d'accès au camp étaient protégées par des obstacles en rondins avec des mines télécommandées et des abris renforcés par des sacs de terre. À l'intérieur du camp se trouvaient quelques bâtiments de ferme que les terroristes ont utilisés comme central radio ou comme poste de secours, le château étant occupé par le « quartier général ». Les hommes du camp cantonnaient en partie dans les broussailles d'environ deux mètres de haut, d'une superficie de quatre cents sur huit cents mètres où avaient été aménagés des layons le long desquels se trouvaient des cabanes de branchage et des tentes avec de la paille abritant dix à vingt hommes. À l'intérieur du camp, une prairie d'environ cinquante sur deux cents mètres servait de zone et de centre de rassemblement. »

### Forces en présence
FFI et Armée française de la Libération 2 500 hommes
- ORA ;
- AS ;
- FTP ;
- 2e RCP/4e SAS (200 hommes).

 États-Unis
- 4 chasseurs-bombardiers P-47 Thunderbolt de l'US Air Force.

 Reich allemand
- 2e régiment parachutiste de maintenance et d'instruction (300 hommes) ;
- un commando de chasse du 17e état-major du génie de forteresse ;
- éléments de la 275e division d'infanterie de Redon ;
- une compagnie du 798e bataillon de Géorgiens ;
- 2 bataillons du 3e régiment d'artillerie ;
- patrouille de la brigade de Feldgendarmerie no 790.

### OpérationDingson
Dans le cadre de la bataille de Normandie (opération Overlord), 18 SAS (Special Air Service) des Forces françaises libres, commandés par les lieutenants Pierre Marienne et Henri Deplante, sont parachutés le soir du 5 juin 1944 (22 h 30, heure locale) près de Plumelec et de Guéhenno (Morbihan), à 15 km de Saint-Marcel : c'est l'opération Dingson. 18 autres SAS sont aussi parachutés dans les Côtes-d'Armor (forêt de Duault) (opération Samwest), pour bloquer les transports des forces d'occupation stationnées en Bretagne vers la Normandie. La Résistance Bretonne, inconnue des Alliés, avait déjà entrepris les sabotages. La mission des SAS va devenir par parachutage, l'armement des résistants bretons FFI et FTP.
Malgré un accrochage dans le Morbihan dès l'atterrissage qui fait un mort (le caporal Émile Bouétard) et trois prisonniers, 14 SAS guidés par les résistants arrivent à Saint-Marcel. Jusqu'au 18 juin, 160 parachutistes du 4th SAS vont les rejoindre, dont le commandant du régiment Pierre-Louis Bourgoin.
Dans la nuit du 17 au 18 juin quatre jeeps furent parachutées. Elles furent utilisées pour attaquer et pour transporter les blessés lors de la bataille puis de l'évacuation du camp.

### Bataille de Saint-Marcel
Le 18 juin, le maquis est attaqué. Malgré un soutien aérien allié pendant une heure en milieu d'après-midi au moment où la pression ennemie s'aggrave (4 avions de chasse P-47 Thunderbolt américains mitraillant les convois allemands en direction du maquis), les 3 000 résistants et les parachutistes SAS français se disperseront à la faveur de la nuit, après toute une journée de combat.
Ce jour-là, Pierre Marienne (1908-1944) galvanisa les combattants, il mitraillait les Allemands d'une jeep en intervenant dans les secteurs menacés. Blessé à la tête et couvert d'un bandeau de parachute blanc teinté de sang, il y gagna son surnom : le « lion de Saint-Marcel »,.

### Pertes du maquis
Selon l'essayiste Pierre Montagnon, le bilan pour les Français est de 42 tués, dont 6 parachutistes, 60 blessés et 15 prisonniers. Mais pour Patrick Mahéo, « dans le nombre de quarante-deux, habituellement indiqué, figurent des non-combattants assassinés par les Allemands et des F.F.I. ou des parachutistes tués dans le voisinage au cours des jours suivants. » D'après Gérard Le Marec, les Français ont une trentaine de tués. Pour Philippe Buton, les Français déplorent 27 tués, dont 6 parachutistes et 21 FFI. Le service médical était alors sous la direction du docteur Édouard Mahéo.

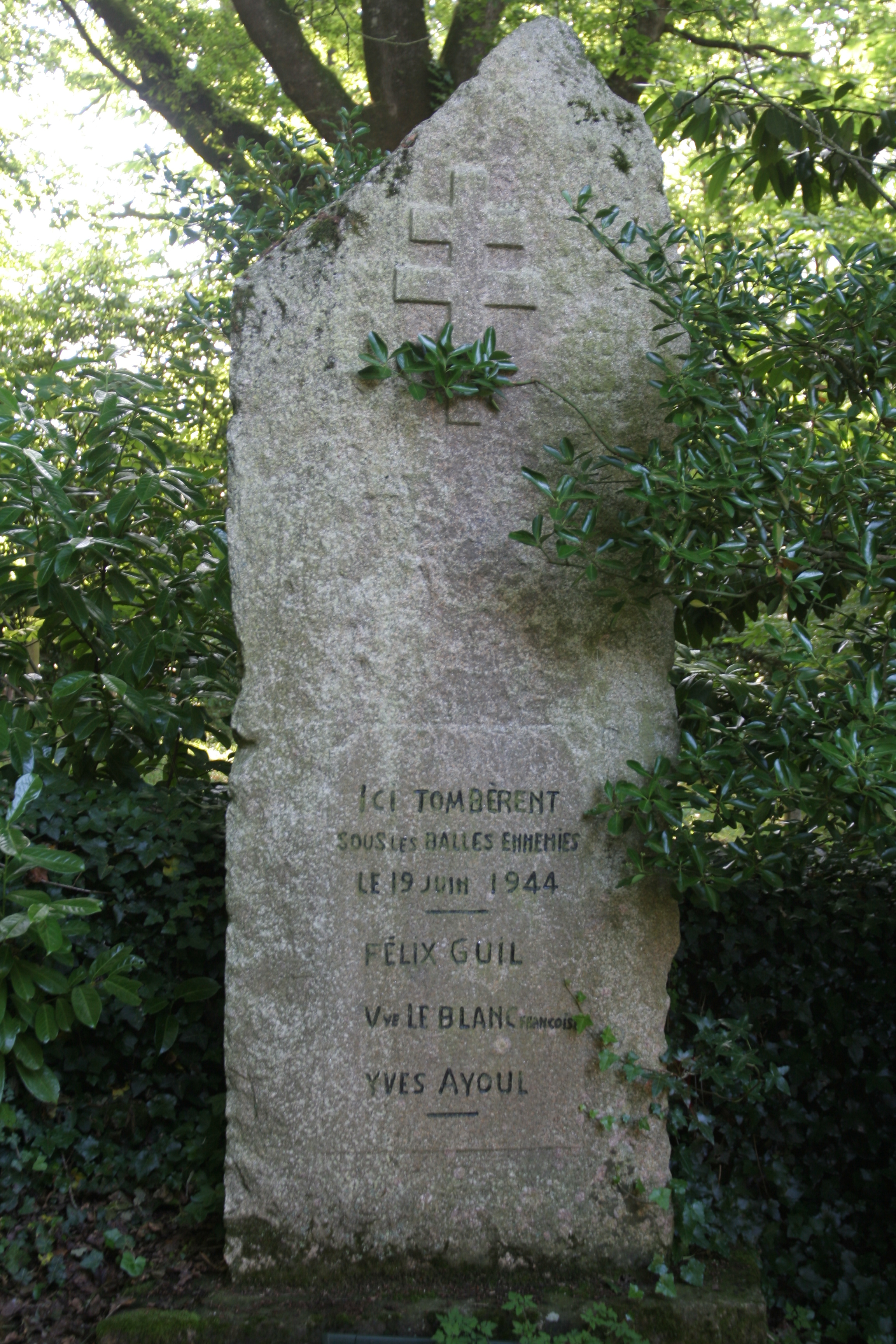
Stèle des fusillés de Saint-Marcel.

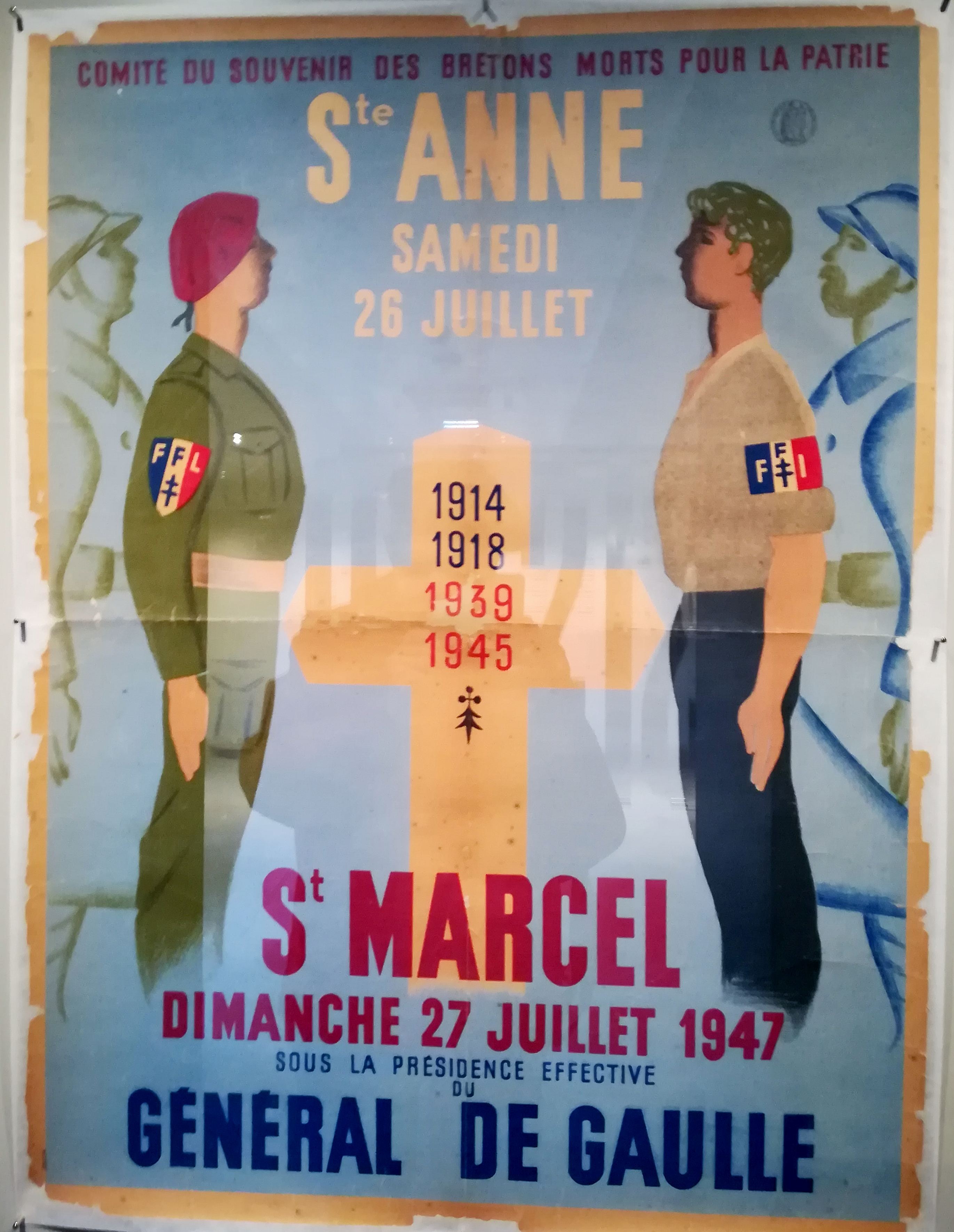
Affiche de la commémoration du maquis de Saint-Marcel le 27 juillet 1947 en présence du général De Gaulle.

Du côté des Allemands, entre 300 et 600 hommes auraient été tués selon les résistants. Le monument du maquis inauguré en 1951, en présence des colonels Morice et Bourgoin, fait état de 560 morts allemands. Un officier britannique présent à Saint-Marcel, le capitaine Fay, estima les pertes allemandes à 300 hommes.
Cependant selon Pierre Montagnon, Gérard Le Marec et Patrick Maheo, cette estimation de 560 morts allemands est sans doute exagérée,,.
Selon les sources allemandes, les pertes sont plus légères. D'après le rapport d’activité no 14 en date du 1er août 1944, du 2e Bureau du XXVe corps d’armée, les affrontements contre les « bandes terroristes » livrés entre le 1er avril et le 1er août 1944 ont fait, côté allemand, environ 50 morts, 50 blessés et 20 disparus. Pour Gérard Le Marec, « c'est dans ce total approché qu'il faut compter les pertes du combat de Saint-Marcel ».
Les soldats allemands tués à Saint-Marcel sont inhumés au cimetière de Calmon, à Vannes. Selon les recherches effectuées par Patrick Andersen-Bö aux archives municipales de cette ville, 27 corps provenant de Saint-Marcel sont recensés. Ces corps sont transférés ensuite au cimetière militaire allemand du Mont-d'Huisnes, à côté d'Avranches.
Côté civils, le village de Saint-Marcel est pillé et brûlé après le combat, 40 personnes seront tuées et d'autres déportées.
Lors des combats pour la libération de la Bretagne, du 6 juin à août 1944, 77 parachutistes furent tués et 195 furent blessés, soit plus de la moitié de l'effectif du 4e bataillon SAS français (450 hommes parachutés). Des volontaires FFI bretons recomposèrent l'effectif du bataillon lorsque celui-ci fut engagé sur la Loire (secteur Orléans – Nevers) lors de l'opération Spencer en septembre 1944.

### Témoignages
- Jeanne Bohec, La Plastiqueuse à bicyclette, Mercure de France, avant-propos de Jacques Chaban-Delmas,1975, rééd. Éditions du Félin, 1999 ; Éditions du Sextant, 2004.
- Henry Corta (lieutenant parachutiste SAS à Saint-Marcel), Les Bérets Rouges, Amicale des Anciens Parachutistes S.A.S., 1952, 329 p.
- Henry Corta, Marie Chamming's, Joseph Jégo, Noël Créau et Philippe Reinhart, Qui ose gagne (France-Belgique 1943-1945, les parachutistes du 2e RCP / 4th SAS), Service historique de l'armée de terre, 1997, 296 p. (ISBN 978-2-86323-103-6).
- Jean Paulin (radio-parachutiste SAS à Saint-Marcel), la rage au cœur, édition marabout-junior, 1958, 158 p.
- Jack Quillet (adjudant parachutiste SAS à Saint-Marcel), Du maquis aux parachutistes S.A.S., Atlante Editions, 2008, 203 p.  (ISBN 2-912671-264).
- Joseph Jego (maquisard à Saint-Marcel), 1939-1945 : Rage, action, tourmente au pays de Lanvaux, 1991.

### Publications historiques
- Patrick Mahéo, Saint-Marcel : haut lieu de la Résistance bretonne : chronique d'un village à travers les siècles, Rue des scribes éditions, 1997.
- Roger Leroux, Le maquis de Saint-Marcel, éditions Ouest-France, 1981.
- Jean-Charles Stasi, Les paras français du jour J, Heimdal, 2017.
- Alain Terras, « Le fils d'un Plœmeurois dans les combats du « maquis de Saint-Marcel » », Les cahiers du pays de Plœmeur, no 15,‎ décembre 2006, p. 34-42 (ISSN 1157-2574).
- Olivier Porteau, « Esquisse d’un bilan réévalué de l’action des parachutistes français en Bretagne : mission militaire et/ou politique ? », En Envor, revue d'histoire contemporaine en Bretagne, no 2, été 2013, en ligne.
- Olivier Porteau, « Ruralité et Résistance civile au pays des Landes de Lanvaux », En Envor, revue d'histoire contemporaine en Bretagne, no 1, hiver 2013, en ligne.
- Olivier Porteau, « L’Action combinée du 2e régiment de chasseurs parachutistes et de la Résistance bretonne dans le dispositif stratégique de l’opération Overlord », dans Patrick Harismendy et Erwan Le Gall (dir.), Pour une histoire de la France libre, Presses Universitaires de Rennes, 2012, p. 107-123.